# Voivodat de la Santa Creu
Święty Krzyż (en polonès: Góry Świętokrzyskie; literalment: "Les muntanyes de la Santa Creu"') és un dels 16 voivodats de Polònia. El nom procedeix de la Muntanya de la Santa Creu. La capital és Kielce. Les principals ciutats són:
- Kielce (213.700)
- Ostrowiec Świętokrzyski (79.200)
- Starachowice (57.500)
- Skarżysko-Kamienna (51.400)
- Sandomierz (27.000)
- Końskie (22.300)

## Lloc web
- https://www.kielce.uw.gov.pl/